# پک (یکا)

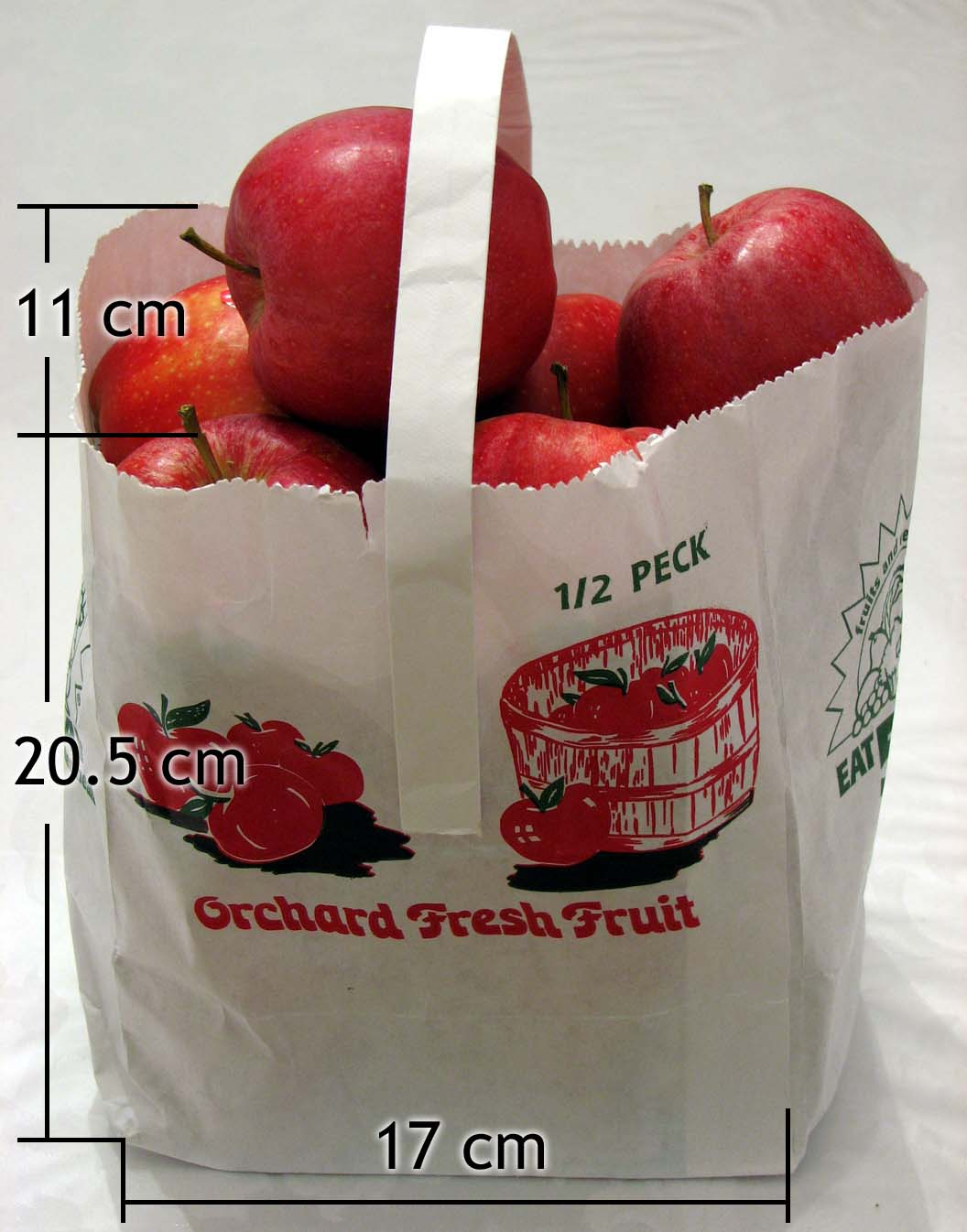
یک نیم پک (۱/۲) پُر از سیب.

پک(به انگلیسی: Peck) یکی از یکاهای امپریال و یکاهای مرسوم در ایالات متحده حجم خشک است که معادل ۲ گالون یا هشت کوارت خشک یا ۱۶ پینت خشک (۷٫۶ لیتر) است. دو پک معادل یک کنینگ و ۴ پک معادل یک بوشل است. هر چند دیگر زیاد مورد استفاده نیست، تولیداتی مثل سیب هنوز، به‌طور مرسوم با پک فروخته می‌شوند.
در اسکاتلند، پک تا زمان معرفی یکاهای امپریال به عنوان نتیجه پیمان نامه وزنها و اندازه گیریهای سال ۱۸۲۴ به عنوان یکای اندازه‌گیری جرم خشک استفاده می‌شد. پک معادل ۹ لیتی (۱٫۹۸ mp gal) است (زمان اندازه‌گیری غلات معینی، مثل گندم، جو، جو دو سر و مالت). یک فیرلات معادل ۴ پک بود و پک معادل ۴ لیپی یا فریت بود.

## تبدیل
| یک امپریال پک | = | ۱⁄۴ یک امپریال بوشل        |
| یک امپریال پک | = | دوامپریال گالون            |
| یک امپریال پک | = | ۸ امپریال کوارت            |
| یک امپریال پک | = | ۱۶ امپریال پینت            |
| یک امپریال پک | = | ۳۲۰ امپریال اونس مایعات    |
| یک امپریال پک | = | ۹٫۰۹۲۱۸ لیتر               |
| یک امپریال پک | ≈ | ۵۵۴٫۸۳۹ اینچ مکعب          |
| یک امپریال پک | ≈ | ۲٫۰۶۴۱۱ گالون خشک آمریکایی |

| یک پک ایالات متحده | = | ۱⁄۴ بوشل ایالات متحده        |
| یک پک ایالات متحده | = | ۲ گالون خشک ایالات متحده     |
| یک پک ایالات متحده | = | ۸ کوارت خشک ایالات متحده     |
| یک پک ایالات متحده | = | ۱۶ پینت خشک ایالات متحده     |
| یک پک ایالات متحده | = | ۵۳۷٫۶۰۵ اینج مکعب            |
| یک پک ایالات متحده | = | ۸٫۸۰۹۷۶۷۵۴۱۷۲ لیتر           |
| یک پک ایالات متحده | ≈ | ۱٫۹۳۷۸۸ گالون بریتانیایی     |
| یک پک ایالات متحده | ≈ | ۳۱۰٫۰۶۰ اونس مایع بریتانیایی |